# Léon Boitel
Pour les articles homonymes, voir Boitel.
Léonard (dit Léon) Boitel, né le 6 octobre 1806 à Rive-de-Gier, mort le 2 août 1855 à Irigny, est un imprimeur français.

## Biographie
Fils d’un pharmacien de Rive-de-Gier établi à Lyon, après des études de pharmacie, il choisit finalement la carrière d’imprimeur.
Vers le 1er mars 1833 d'après Aimé Vingtrinier, il achète à Joséphine Pelzin l'imprimerie Pelzin, quai Saint-Antoine à Lyon, qui devient rapidement un lieu d’échanges intellectuels,. L’atelier de Boitel était le rendez-vous de tout ce que Lyon comptait de notabilités lyonnaises. On y rencontrait Victor de Laprade, Nicolas Victor Fonville, Alfred de Terrebasse, Clair Tisseur, Antoine Vachez, Frédéric Flachéron, Frédéric Ozanam, Collombet, Challes, Claude Bréghot du Lut, l’abbé Jacques, les Péricaud, Hippolyte Leymarie, Bertholon, l’abbé Greppo, le docteur Fraisse, l’abbé Dauphin, Hénon, l’abbé Pavy, Hedde, de Gingins-Lassaroz. En collaboration avec ces intellectuels lyonnais, il fit paraître deux recueils collectifs : Lyon vu de Fourvières (1833) et Mosaïque Lyonnaise (1834-1835).
En 1833, il rencontre Marceline Desbordes-Valmore qui s'est installée à Lyon et jouera un rôle important dans la vie de celle-ci.
Le 1er janvier 1835, il fonde la Revue du Lyonnais qui paraîtra presque sans interruption jusqu'en 1901.
En 1852, il est obligé de vendre son imprimerie ainsi que la propriété de la Revue du Lyonnais à Aimé Vingtrinier par l'entremise de l'imprimeur lyonnais Louis Perrin qui a publié un des vaudevilles de Boitel et qui collabore avec l'imprimerie en fournissant des lithographies pour différentes publications. Il obtient peu après l’inspection de la navigation du Rhône.
Auteur de nombreux articles, il est à l’origine de la publication de deux ouvrages lyonnais renommés : « Lyon ancien et moderne » et « L’album du lyonnais ».
Il meurt noyé le 2 août 1855.

## Publications
- Une Aventure lyonnaise, ou le Mari à deux femmes, vaudeville en 1 acte, Lyon, Targe, 1826
- Léon Boitel, La France au 11 mars 1831, Lyon, imprimerie de D.-L. Ayne, 1831 (lire en ligne)
- Léon Boitel, Lyon vu de Fourvières : Esquisses physiques, morales et historiques, Lyon, chez Léon Boitel imprimeur-éditeur, 1833, XXIV, 572 (lire en ligne)
- Léon Boitel (sous la direction de) (ill. Hippolyte Leymarie), Lyon ancien et moderne, par les collaborateurs de la ″Revue du Lyonnais″ avec des gravures à l'eau-forte et des vignettes sur bois, t. 1, Lyon, chez l'éditeur L. Boitel imprimeur, 1838 (lire en ligne), t. 2 1843 (lire en ligne)
- Léon Boitel (sous la direction de) (ill. Hippolyte Leymarie), Album du Lyonnais : Villes, bourgs, villages, églises et châteaux du département du Rhône, Lyon, imprimerie de Léon Boitel, 1843, 298 p. (lire en ligne), 1844, 281p. (lire en ligne)
- Œuvres de Louise Labé, édition publiée par L. Boitel, introduction de F.Z. Collombet, Lyon, 1845
- Feuilles mortes, poésies, Lyon, L. Boitel, 1852